# 308

## Decese
- dată necunoscută: Vasilisc din Comana  (n. ?)